# 陈汛
陳汛（1993年1月13日—），曾用名陳俊強，出生於中國安徽省淮南市，中國大陸男演員。2019年，主演的青春校園網劇《八分鐘的温暖》播出。